# Miagrammopes oblongus
Espèce
Miagrammopes oblongus est une espèce d'araignées aranéomorphes de la famille des Uloboridae.

## Distribution
Cette espèce se rencontre à Taïwan et au Japon.

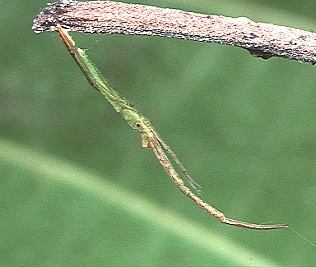
Miagrammopes oblongus ♂

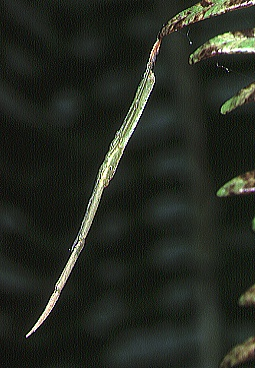
Miagrammopes oblongus ♀

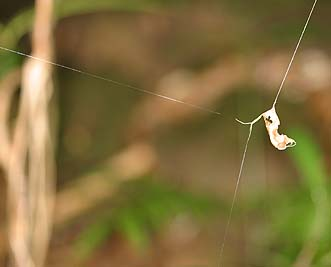
toile de Miagrammopes oblongus

## Publication originale
- Yoshida, 1982 : Spiders from Taiwan II. Three species of the genera Hyptiotes and Miagrammopes (Araneae: Uloboridae). Proceedings of the Japanese Society of Systematic Zoology, vol. 22, p. 18-20.